# مترجم دیپ‌ال
مترجم دیپ‌ال (انگلیسی: DeepL Translator) یک سرویس ترجمه ماشین عصبی است که در اوت ۲۰۱۷ راه اندازی شد و متعلق به DeepL SE مستقر در کلن آلمان است. سیستم ترجمه ابتدا روی Linguee توسعه یافت و به‌عنوان DeepL راه اندازی شد. در ابتدا بین هفت زبان اروپایی ترجمه ارائه می‌کرد و از آن زمان به تدریج گسترش یافت و از ۳۳ زبان پشتیبانی می‌کند.
الگوریتم آن از شبکه‌های عصبی پیچشی و یک محور انگلیسی استفاده می‌کند. این یک اشتراک پولی برای ویژگی‌های اضافی و دسترسی به مترجم رابط برنامه‌نویسی برنامه آن ارائه می‌دهد.

## خدمات

### روش ترجمه
این سرویس از یک الگوریتم اختصاصی با شبکه‌های عصبی پیچشی (CNN) استفاده می‌کند که با پایگاه داده Linguee آموزش دیده‌اند.
به‌گفته توسعه دهندگان، این سرویس از معماری جدیدتر بهبود یافته شبکه‌های عصبی استفاده می‌کند که منجر به صدای طبیعی‌تر ترجمه‌ها نسبت به رقبایش می‌شود.

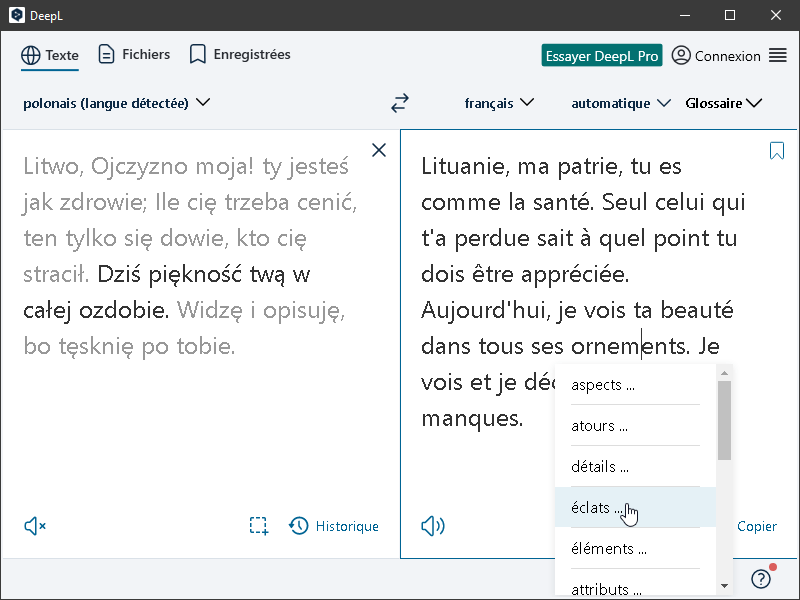
دیپ‌ال در ویندوز درحال ترجمه لهستانی به فرانسوی

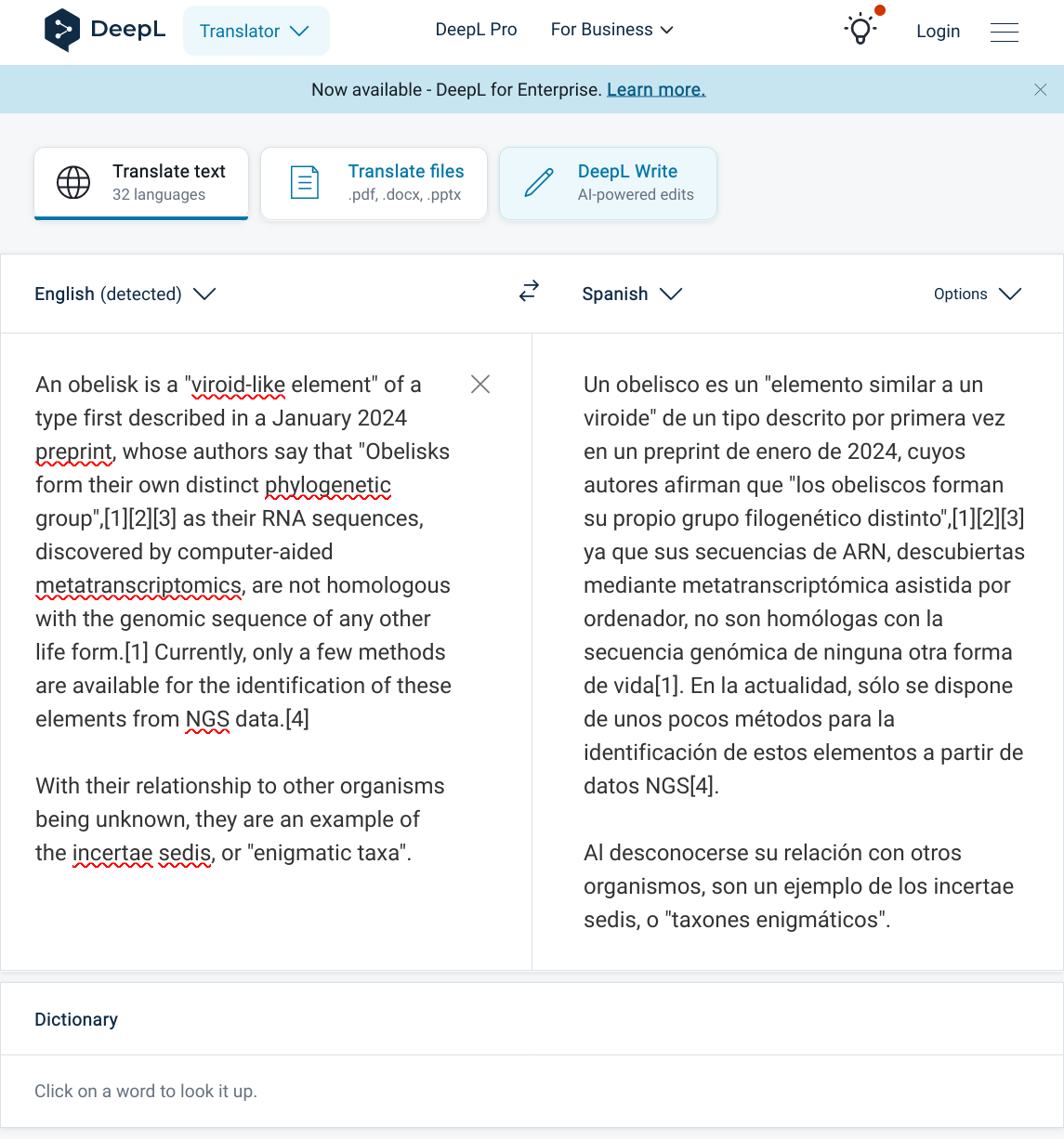
دیپ‌ال مترجم وب در حال ترجمه مقاله انگلیسی ویکی‌پدیا به اسپانیایی

گفته می‌شود که این ترجمه با استفاده از یک ابررایانه با سرعت ۵٫۱ پتافلاپ تولید می‌شود و در ایسلند با نیروی آبی کار می‌کند.
به‌طور کلی، شبکه‌های عصبی پیچشی کمی مناسب تر برای توالی کلمات طولانی منسجم هستند، اما به دلیل ضعف‌هایی که در مقایسه با شبکه‌های عصبی بازگشتی دارند، تاکنون توسط رقبا استفاده نشده‌اند.
نقاط ضعف دیپ‌ال با تکنیک‌های مکمل جبران می‌شود که برخی از آنها به‌طور عمومی شناخته شده‌اند.

### مترجم و اشتراک
مترجم را می‌توان به صورت رایگان با محدودیت ۱۵۰۰ کاراکتر در هر ترجمه استفاده کرد.
فایل‌های Microsoft Word و PowerPoint در فرمت‌های فایل XML Office Open (docx. و pptx.) و فایل‌های PDF تا اندازه ۵ مگابایت نیز قابل ترجمه هستند.
اشتراک پولی دیپ‌ال پرو (DeepL Pro) از مارس ۲۰۱۸ در دسترس است و شامل دسترسی به رابط برنامه‌نویسی برنامه و یک افزونه نرم‌افزاری برای ابزارهای ترجمه به کمک رایانه، از جمله SDL Trados Studio است.
برخلاف نسخه رایگان، در نسخه پولی متون ترجمه شده در سرور ذخیره نمی‌شوند. همچنین، محدودیت کاراکتر حذف شده است.
مدل قیمت‌گذاری ماهانه شامل مقدار مجموعه‌ای از متن است که متن‌هایی فراتر از آن با توجه به تعداد کاراکترها محاسبه می‌شوند.

#### زبان‌های پشتیبانی شده
تا تاریخ مارس ۲۰۲۵, سرویس مترجم زبان‌های زیر را پشتیبانی می‌کند:
- عربی
- بلغاری

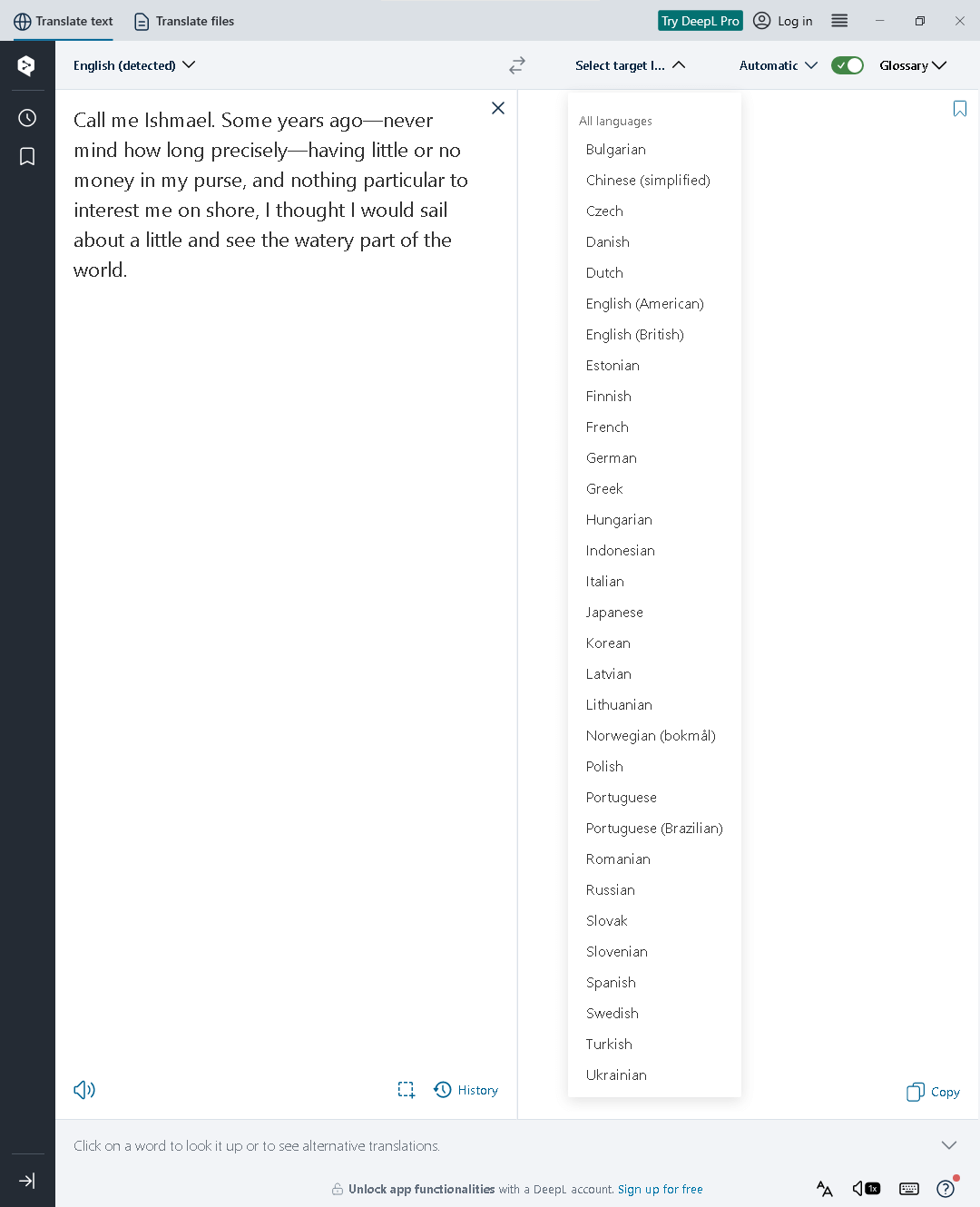
زبان‌های هدف موجود در DeepL 23.10.1.11125

- چینی (نویسه‌های چینی ساده‌شده و نویسه‌های چینی سنتی)
- چکی
- دانمارکی
- هلندی
- انگلیسی (انگلیسی آمریکایی و انگلیسی بریتانیایی)
- استونیایی
- فنلاندی
- فرانسوی
- آلمانی
- یونانی
- مجاری
- اندونزیایی[۱۷]
- ایتالیایی
- ژاپنی
- کره‌ای
- لتونیایی
- لیتوانیایی
- بوکمل
- لهستانی
- پرتقالی (برزیلی و اروپایی)
- رومانیایی
- روسی
- اسلواکی
- اسلوونیایی
- اسپانیایی
- سوئدی
- ترکی[۱۷]
- اوکراینی[۱۸]

## تاریخچه
سیستم ترجمه برای اولین بار روی Linguee توسط تیمی به رهبری مدیر ارشد فناوری Jarosław Kutyłowski (املای آلمانی: Jaroslaw Kutylowski) در سال ۲۰۱۶ توسعه یافت.
در ۲۸ اوت ۲۰۱۷ به عنوان مترجم دیپ‌ال (DeepL Translator) راه اندازی شد و ترجمه‌هایی را بین انگلیسی، آلمانی، فرانسوی، اسپانیایی، ایتالیایی، لهستانی و هلندی ارائه می‌کرد.
در زمان راه اندازی خود، ادعا کرد که از رقبای خود در تست‌های کور و امتیازات BLEU از جمله مترجم گوگل، مترجم آمازون، مترجم مایکروسافت و ویژگی ترجمه فیس بوک پیشی گرفته است.
با انتشار دیپ‌ال در سال۲۰۱۷، نام شرکت Linguee به DeepL GmbH تغییر یافت، و همچنین از طریق تبلیغات در سایت خواهر خود، linguee.com، تأمین مالی می‌شود.
پشتیبانی از پرتغالی و روسی در ۵ دسامبر ۲۰۱۸ اضافه شد.
در ژوئیه ۲۰۱۹، Jarosław Kutyłowski مدیر عامل شرکت DeepL GmbH شد و این شرکت را در سال ۲۰۲۱ به یک Societas Europaea تغییر ساختار داد.
نرم‌افزار ترجمه برای مایکروسافت ویندوز و macOS در سپتامبر ۲۰۱۹ منتشر شد.
پشتیبانی از چینی (ساده شده) و ژاپنی در ۱۹ مارس ۲۰۲۰ اضافه شد که این شرکت ادعا کرد که از رقبای یادشده و همچنین بایدو و یودائو پیشی گرفته است.
سپس، ۱۳ زبان اروپایی دیگر در مارس ۲۰۲۱ اضافه شد: بلغاری، چکی، دانمارکی، استونیایی، فنلاندی، یونانی، مجاری، لتونیایی، لیتوانیایی، رومانیایی، اسلواکی، اسلوونیایی، و سوئدی که تعداد کل زبان‌های پشتیبانی شده را به ۲۴ زبان رساند
در ۲۵ مه ۲۰۲۲، پشتیبانی از اندونزیایی و ترکی اضافه شد، و پشتیبانی از اوکراینی در ۱۴ سپتامبر ۲۰۲۲ اضافه شد.
در ژانویه ۲۰۲۳، این شرکت به ارزش ۱ میلیارد یورو رسید و به با ارزش‌ترین شرکت راه اندازی در کلن آلمان تبدیل شد.
در پایان ماه، پشتیبانی از کره‌ای و نروژی (بوکمل) نیز اضافه شد.

### DeepL Write
در نوامبر ۲۰۲۲، دیپ‌ال ابزاری را برای بهبود متون تک زبانه به زبان انگلیسی و آلمانی به نام DeepL Write راه اندازی کرد.
در دسامبر، این شرکت دسترسی را حذف کرد و به خبرنگاران اطلاع داد که فقط برای استفاده داخلی است و DeepL Write در اوایل سال ۲۰۲۳ راه اندازی خواهد شد. سپس نسخه بتای عمومی در ۱۷ ژانویه ۲۰۲۳ منتشر شد.
در تابستان ۲۰۲۴، دیپ‌ال دسترسی به دو زبان فرانسوی و اسپانیایی در DeepL Write را اعلام کرد. ژانویه ۲۰۲۴، دیپ‌ال دو مورد پرتغالی (اروپایی و برزیلی) و ایتالیایی را اضافه کرد.

## استقبال
استقبال از مترجم دیپ‌ال به‌طور کلی مثبت بوده است.
- تک‌کرانچ از آن به دلیل دقت ترجمه‌هایش قدردانی می‌کند و بیان می‌کند که دقیق تر و ظریف تر از مترجم گوگل است.[۹]
- لو موند از توسعه دهندگان خود برای ترجمه متن "French" به عبارت "French-sounding" بیشتر تشکر می‌کند.[۴۱]
- RTL Z اظهار داشت که مترجم دیپ‌ال «ترجمه‌های بهتری را ارائه می‌دهد [...] وقتی صحبت از هلندی به انگلیسی و بالعکس باشد».[۴۲]
- لا رپوبلیکا،[۴۳] و یک وب‌سایت آمریکای لاتین، «?WWWhat's new» نیز ستایشش کردند.[۴۴]
- مقاله‌ای در سال ۲۰۱۸ توسط دانشگاه بولونیا قابلیت‌های ترجمه ایتالیایی به آلمانی را ارزیابی کرد و نتایج اولیه را از نظر کیفیت مشابه مترجم گوگل نشان داد.[۴۵]
- در سپتامبر ۲۰۲۱، اسلیتور خاطرنشان کرد که واکنش صنعت زبان بیشتر از مطبوعات سنجیده شده است و خاطرنشان کرد که دیپ‌ال هنوز هم بسیار مورد توجه کاربران است.[۴۶]

یک داور در سال ۲۰۱۸ اشاره کرد که دیپ‌ال نسبت به محصولات رقیب زبان‌های بسیار کمتری برای ترجمه در دسترس دارد.

## جوایز
دیپ‌ال برنده جایزه وبی ۲۰۲۰ برای بهترین تمرین‌ها و جایزه وبی ۲۰۲۰ برای دستاوردهای فنی (برنامه‌ها، موبایل و ویژگی‌ها) هر دو در دسته برنامه‌ها، موبایل و صدا شد.